# ウェストン電池

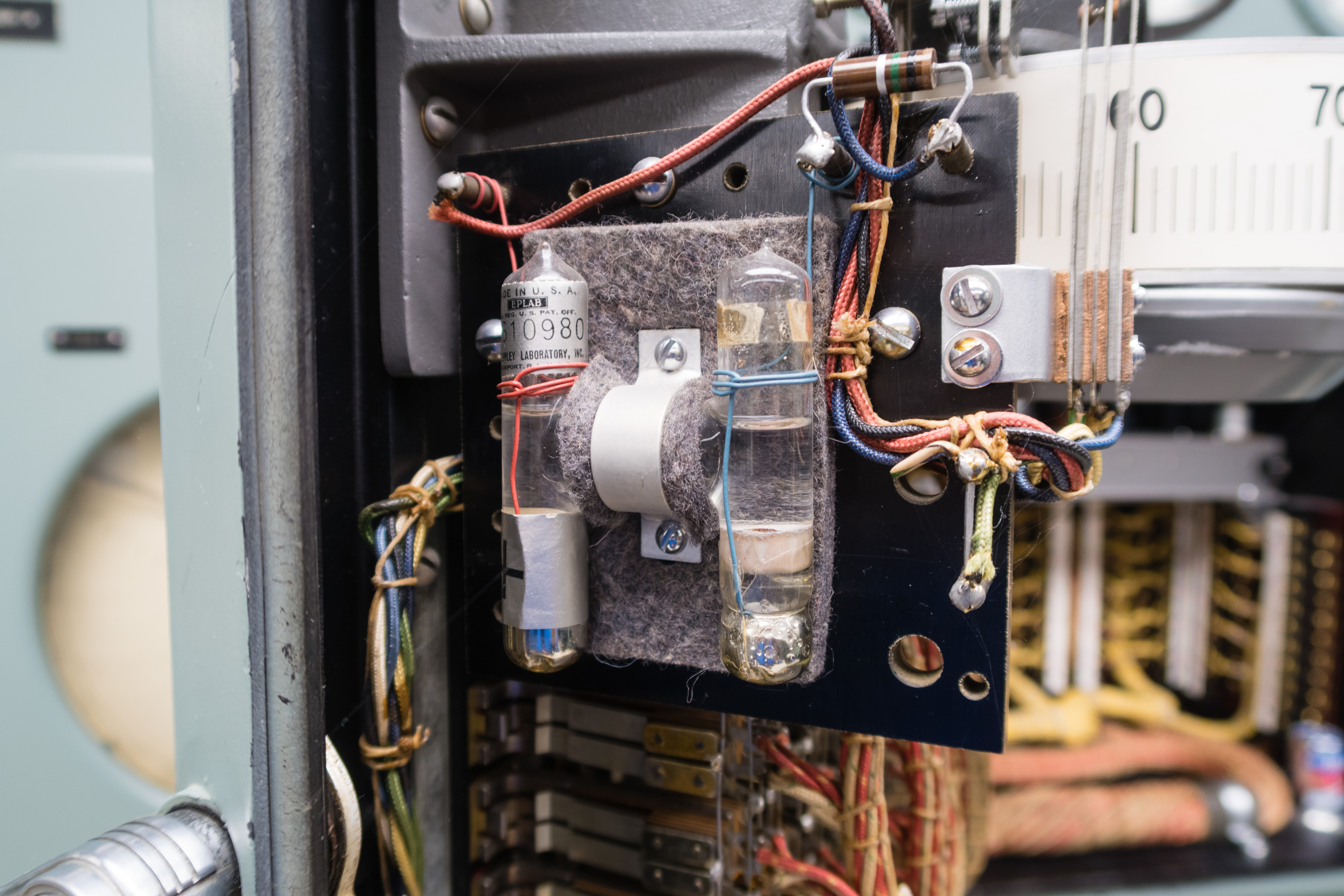
ウェストン電池

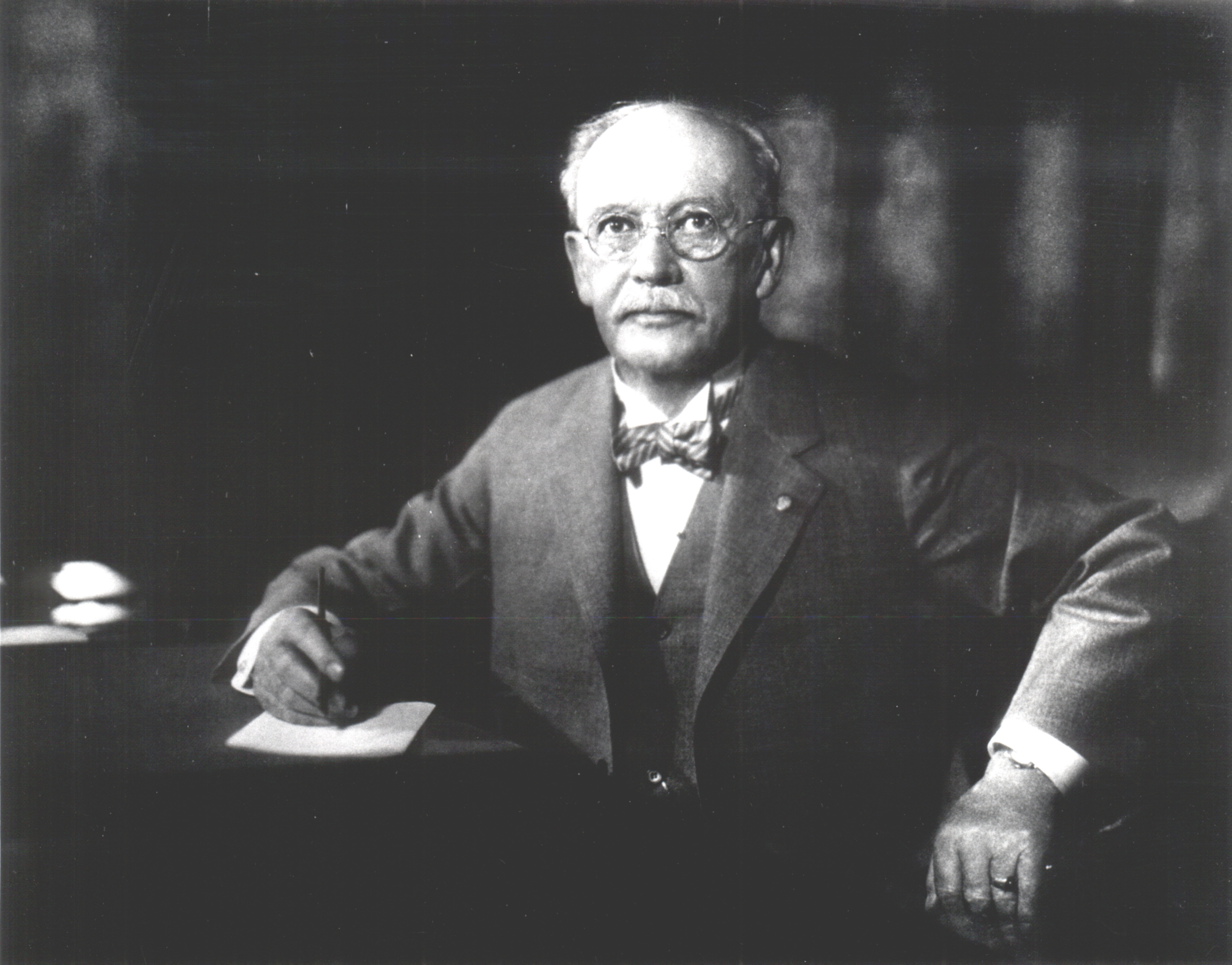
発明者のエドワード・ウェストン

ウェストン電池は実験室における電圧計の較正基準として適した、安定度の高い電圧を生成する湿式化学電池。1893年にエドワード・ウェストンにより発明され、1911年から1990年まで起電力の国際標準として採用されていた。カドミウム標準電池と呼ばれることもある。

## 化学

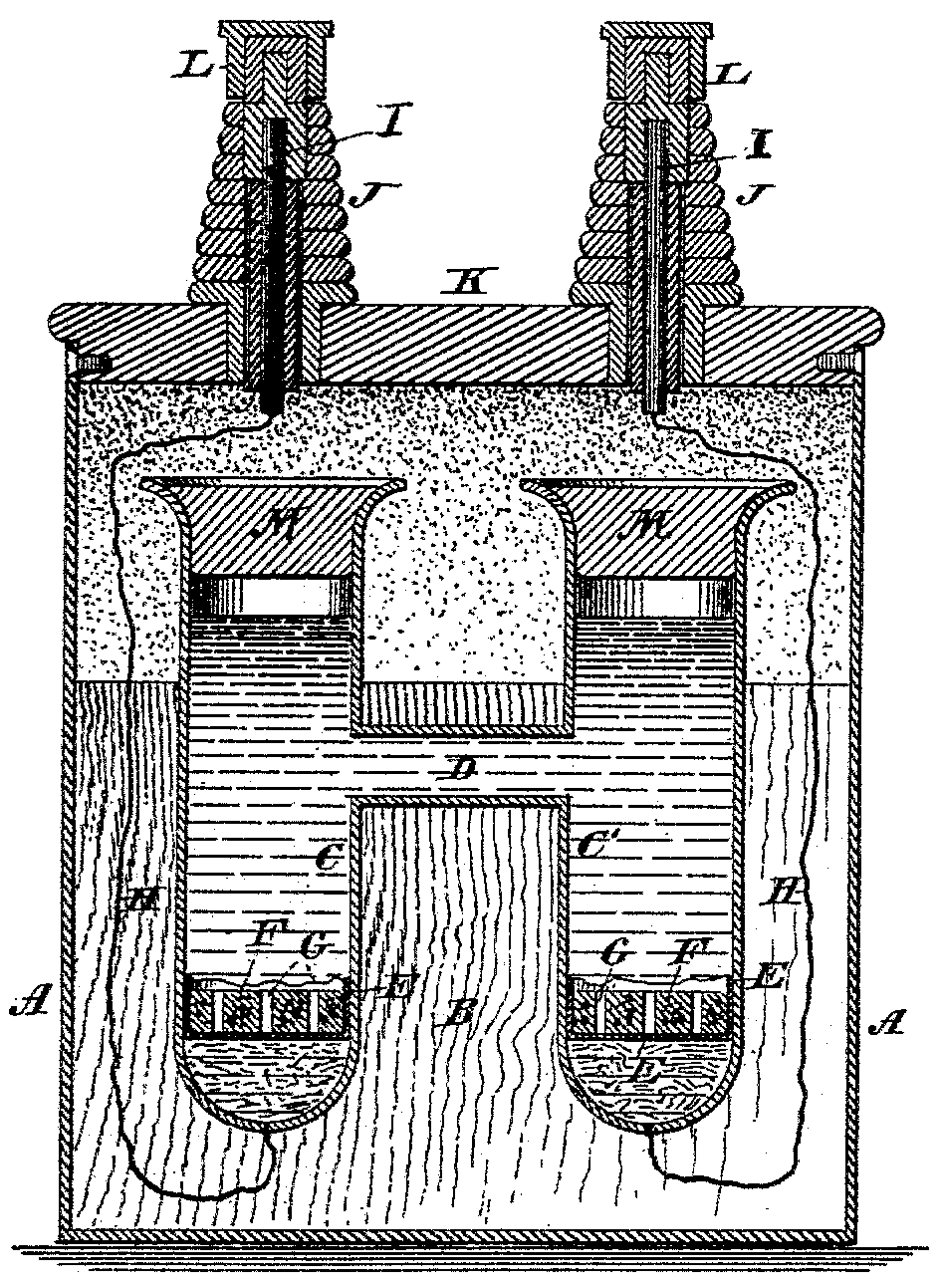
エドワード・ウェストンの標準電池を描いた米国特許第494827号からの引用

負極には水銀を含むカドミウムのアマルガム、正極には純水銀を用い、その上に減極剤の硫酸水銀(I)及び水銀のペーストが置かれる。電解質は硫酸カドミウムの飽和水溶液を用いる。
図に示されるように、ウェストン電池は一方の脚にカドミウムアマルガムを、もう一方の脚に純水銀を入れたH型のガラス容器である。カドミウムアマルガムと水銀への電気的な接続は、脚の下端部を介して白金線により行われる。
負極反応
{\displaystyle {\ce {Cd(s)->{Cd^{2+}(aq)}+2{\it {e}}^{-}}}}
正極反応
{\displaystyle {\ce {{(Hg+)2SO4^{2-}(s)}+2{\it {e}}^{-}->{2Hg(l)}+SO4^{2-}(aq)}}}
標準電池は電流がそこから出ないような方法で適応されなければならない。

## 特徴
最初の設計は1.018638 V の基準を作る飽和カドミウム電池であり、それより以前に使用されていたクラーク電池よりも低い温度係数を持つ、すなわち温度変化に伴う起電力の変化が小さいという利点があった。0 °C ≦ t ≦ 40 °C の範囲において、温度 t における起電力 Et は次式
Et/V = E20/V − 0.0000406 (t/°C − 20) − 0.00000095 (t/°C − 20)2 + 0.00000001 (t/°C − 20)3
で表される。この温度の式は1908年のロンドン会議で採択された。
今日の主流型である不飽和の設計に変更すると、温度係数をさらに小さくすることができる。しかし、不飽和電池の出力は1年あたり80マイクロボルト減少するため、これは飽和電池に対する定期的な較正により補償される。